# Weerstatistieken september Nederland en België
Deze pagina bevat de gemiddelde waarden en de uitzonderlijke gebeurtenissen op weergebied in de maand september in Nederland en België, zoals geregistreerd door respectievelijk de KNMI-weerstations in Nederland en het KMI in Ukkel, België.

## Weerstatistieken maand september in Nederland 1901-2023

### Gemiddelden
Langjarige gemiddelden in het tijdvak 1991-2020.
|                                                  | De Bilt | Eelde | Rotterdam | Maastricht |
| ------------------------------------------------ | ------- | ----- | --------- | ---------- |
| Gemiddelde temperatuur in graden Celsius         | 14,7    | 14,1  | 15,1      | 15,0       |
| Gemiddelde minimumtemperatuur in graden Celsius  | 10,0    | 9,4   | 10,7      | 10,6       |
| Gemiddelde maximumtemperatuur in graden Celsius  | 19,5    | 19,0  | 19,3      | 19,7       |
| Dagen met max temperatuur ≥ 20 °C                | 11,7    | 9,5   | 10,7      | 12,4       |
| Gemiddelde relatieve vochtigheid in procenten    | 83,4    | 84,8  | 82,4      | 79,4       |
| Gemiddelde neerslagduur in procenten van de tijd | 7,0     | 7,3   | 7,5       | 5,8        |
| Gemiddelde neerslaghoeveelheid in mm             | 77,9    | 75,4  | 90,3      | 57,5       |
| [ 1 ]                                            |         |       |           |            |

### Extremen
Hieronder volgen ranglijsten voor de hoogste en laagste gemiddelde temperatuur, de grootste en laagste neerslagsom en het grootste en laagste aantal uren zonneschijn, zoals gemeten op het KNMI-station in De Bilt tussen 1901 en 2023. De lijst van maandrecords is samengesteld uit de beschikbare gegevens van de genoemde stations.
| #     | Hoogste gemiddelde temperatuur in °C | Hoogste gemiddelde temperatuur in °C | Grootste neerslagsom in mm | Grootste neerslagsom in mm | Grootste aantal uren zonneschijn | Grootste aantal uren zonneschijn | #   |
| ----- | ------------------------------------ | ------------------------------------ | -------------------------- | -------------------------- | -------------------------------- | -------------------------------- | --- |
| 1.    | 2006                                 | 17,9                                 | 1957                       | 213,2                      | 1959                             | 239,6                            | 1.  |
| 2.    | 2023                                 | 17,5                                 | 2001                       | 210,7                      | 1928                             | 222,7                            | 2.  |
| 3.    | 1999                                 | 17,4                                 | 1918                       | 185,5                      | 2016                             | 210,8                            | 3.  |
| 4.    | 2016                                 | 17,3                                 | 1994                       | 154,5                      | 2020                             | 201,7                            | 4.  |
| 5.    | 1961                                 | 16,6                                 | 1998                       | 148,9                      | 1914                             | 201,3                            | 5.  |
| 6.    | 1949                                 | 16,5                                 | 1984                       | 145,7                      | 2023                             | 198,9                            | 6.  |
| 7.    | 1947                                 | 16,2                                 | 1974                       | 141,6                      | 1911                             | 198,9                            | 7.  |
| 8.    | 2021                                 | 15,9                                 | 1935                       | 139,3                      | 1929                             | 198,4                            | 8.  |
| 9.    | 2014                                 | 15,9                                 | 1968                       | 128,5                      | 1934                             | 197,2                            | 9.  |
| 10.   | 2000                                 | 15,8                                 | 2017                       | 121,1                      | 2003                             | 194,1                            | 10. |
| #     | Laagste gemiddelde temperatuur in °C | Laagste gemiddelde temperatuur in °C | Kleinste neerslagsom in mm | Kleinste neerslagsom in mm | Kleinste aantal uren zonneschijn | Kleinste aantal uren zonneschijn | #   |
| 1.    | 1912                                 | 10,7                                 | 1959                       | 3,0                        | 1984                             | 67,9                             | 1.  |
| 2.    | 1931                                 | 11,4                                 | 2006                       | 8,6                        | 1957                             | 88,8                             | 2.  |
| 3.    | 1952                                 | 11,5                                 | 1969                       | 9,9                        | 1988                             | 94,1                             | 3.  |
| 4.    | 1986                                 | 11,6                                 | 1977                       | 13,2                       | 1978                             | 94,5                             | 4.  |
| 5.    | 1925                                 | 11,7                                 | 2016                       | 17,6                       | 1950                             | 95,6                             | 5.  |
| 6.    | 1972                                 | 11,9                                 | 1913                       | 18,0                       | 1967                             | 96,2                             | 6.  |
| 7.    | 1904                                 | 12,2                                 | 2014                       | 20,5                       | 1930                             | 96,5                             | 7.  |
| 8.    | 1922                                 | 12,4                                 | 1921                       | 20,8                       | 1990                             | 98,2                             | 8.  |
| 9.    | 1996                                 | 12,5                                 | 1982                       | 23,6                       | 1993                             | 99,5                             | 9.  |
| 10.   | 1928                                 | 12,5                                 | 1941                       | 23,7                       | 1994                             | 102,6                            | 10. |
| [ 2 ] |                                      |                                      |                            |                            |                                  |                                  |     |

| | Officiële records                    | Officiële records | Officiële records |  | Landelijke records                  | Landelijke records | Landelijke records |
| Gebeurtenis | Datum                                | Extreem           | Locatie           |  | Datum                               | Extreem            | Locatie            |
| --- | ------------------------------------ | ----------------- | ----------------- |  | ----------------------------------- | ------------------ | ------------------ |
| Laagste etmaalgemiddelde temperatuur (°C) | 30 september 1940                    | 6,5               | De Bilt           |  | 26 september 1912                   | 5,4                | Maastricht         |
| Hoogste etmaalgemiddelde temperatuur (°C) | 5 september 1949                     | 24,6              | De Bilt           |  | 5 september 1949                    | 26,5               | Maastricht         |
| Laagste minimumtemperatuur (°C) | 28 september 1939                    | −1,0              | De Bilt           |  | 20 september 1965                   | −3,5               | Twenthe            |
| Hoogste minimumtemperatuur (°C) | 5 september 1949                     | 18,7              | De Bilt           |  | 10 september 2023                   | 21,1               | Vlissingen         |
| Laagste maximumtemperatuur (°C) | 28 september 1943                    | 8,0               | De Bilt           |  | 28 september 1943                   | 8,0                | De Bilt            |
| Hoogste maximumtemperatuur (°C) | 5 september 1949                     | 32,6              | De Bilt           |  | 15 september 2020                   | 35,1               | Gilze-Rijen        |
| Hoogste uurgemiddelde windsnelheid (m/s) | 7 september 1944                     | 22,1              | De Bilt           |  | 7 september 1944                    | 35,0               | Vlissingen         |
| Hoogste windstoot (m/s) | 28 september 1956, 12 september 1957 | 26,8              | De Bilt           |  | 28 september 1975 21 september 2018 | 37,0               | Cadzand Schaar     |
| Langste zonneschijnduur (uur) | 1-2 september 1903                   | 13,5              | De Bilt           |  | 1-2 september 1903                  | 13,5               | De Bilt            |
| Langste neerslagduur (uur) | 5 september 1974                     | 19,3              | De Bilt           |  | 25 september 1993                   | 24,0               | Twenthe            |
| Hoogste etmaalsom van de neerslag (mm) | 10 september 2013                    | 44,1              | De Bilt           |  | 19 september 2001                   | 107,7              | Hoek van Holland   |
| Laagste etmaalgemiddelde relatieve vochtigheid (%) | 12 september 1911                    | 46                | De Bilt           |  | 16 september 1947                   | 29                 | Maastricht         |
| Laagste uurwaarde luchtdruk op zeeniveau (hPa) | 11 september 1903                    | 976,4             | De Bilt           |  | 24 september 1927                   | 974,8              | De Kooy            |
| Hoogste uurwaarde luchtdruk op zeeniveau (hPa) | 19 september 1986                    | 1039,8            | De Bilt           |  | 25 september 2018                   | 1040,2             | Maastricht         |
| Officiële records worden altijd gemeten op het KNMI-weerstation in De Bilt. Landelijke records kunnen worden gemeten op elk officieel KNMI-weerstation in Nederland. |                                      |                   |                   |  |                                     |                    |                    |

## Weerstatistieken maand september in België 1833-heden

### Gemiddelden
Vanaf 2011 werden de nieuwe normale waarden opnieuw berekend op basis van de gemiddelde metingen in Ukkel over de referentieperiode 1980-2010.
De oude normalen hebben verschillende referentieperiodes.

### Gemiddelden en records
Vanaf 2011 werden de nieuwe normale waarden opnieuw berekend op basis van de gemiddelde metingen in Ukkel over de referentieperiode 1980-2010.
De oude normalen hebben verschillende referentieperiodes.
|                                     | normaal (oud) | normaal (nieuw) | record + | jaar | record - | jaar |
| ----------------------------------- | ------------- | --------------- | -------- | ---- | -------- | ---- |
| Luchtdruk in hPa                    | 1016          | 1016,4          | 1025     | 1865 | 1008,8   | 1840 |
| Gemiddelde windsnelheid in m/s      | 3,2           | 3               | 4,4      | 1918 | 2,3      | 1989 |
| Zonneschijnduur in hh:mi            | 156           | 143             | 299      | 1959 | 65:23    | 2001 |
| Gemiddelde temperatuur in °C        | 14,6          | 14,9            | 18,8     | 2023 | 10,7     | 1912 |
| Gemiddelde maximumtemperatuur in °C | 19,1          | 19              | 23,4     | 2006 | 14,2     | 1912 |
| Gemiddelde minimumtemperatuur in °C | 10,8          | 10,9            | 14,4     | 1949 | 7,3      | 1986 |
| Relatieve vochtigheid in %          | 82,3          | 81              | 93       | 1881 | 68       | 1959 |
| Gemiddelde dampdruk in hPa          | 13,5          | 13,5            | 17,1     | 1961 | 10,9     | 1847 |
| Neerslagtotaal in mm                | 69,8          | 68,9            | 199,4    | 2001 | 2        | 1895 |
| Neerslagdagen in d                  | 15            | 15,7            | 27       | 1950 | 2        | 1959 |
| [ 15 ]                              |               |                 |          |      |          |      |

Overzicht van de hoogste en laagste 5 waarden voor de maand september vanaf 1833 voor gemiddelde temperatuur en neerslaghoeveelheid en aantal neerslagdagen en vanaf 1887 voor zonneschijnduur(*) in Ukkel.
| | Gemiddelde temperatuur | Gemiddelde temperatuur | Zonneschijnduur | Zonneschijnduur | Neerslaghoeveelheid | Neerslaghoeveelheid | Aantal neerslagdagen | Aantal neerslagdagen |
| | Jaar                   | °C                     | Jaar            | uren            | Jaar                | mm                  | Jaar                 | dagen                |
| --- | ---------------------- | ---------------------- | --------------- | --------------- | ------------------- | ------------------- | -------------------- | -------------------- |
| Hoogste waarden                                                                                          |                        |                        |                 |                 |                     |                     |                      |                      |
| 2023 | 18,8                   | 1959                   | 299             | 2001            | 199,4               | 1950                | 27                   |                      |
| 2006 | 18,4                   | 1928                   | 236             | 1984            | 198,8               | 1984                | 26                   |                      |
| 1949 | 17,7                   | 1911                   | 220             | 1974            | 142,5               | 1918                | 26                   |                      |
| 1999 | 17,7                   | 1921                   | 216             | 1998            | 139,1               | 1930                | 25                   |                      |
| 2016 | 17,5                   | 1929                   | 214             | 1957            | 137,6               | 1974                | 24                   |                      |
| Normale waarde (oud)                                                                                     |                        | 14,6                   |                 | 156             |                     | 69,8                |                      | 15,0                 |
| Normale waarde (nieuw)                                                                                   |                        | 14,9                   |                 | 143             |                     | 68,9                |                      | 15,7                 |
| Laagste waarden                                                                                          |                        |                        |                 |                 |                     |                     |                      |                      |
| 1986 | 11,7                   | 1994                   | 98              | 1980            | 15,6                | 2006                | 7                    |                      |
| 1931 | 11,6                   | 1990                   | 93              | 1969            | 11,7                | 1969                | 7                    |                      |
| 1925 | 11,5                   | 1950                   | 76              | 1979            | 6,6                 | 1997                | 6                    |                      |
| 1952 | 11,2                   | 1984                   | 67              | 1959            | 4,7                 | 1928                | 6                    |                      |
| 1912 | 10,7                   | 2001                   | 67              | 1895            | 2,0                 | 1959                | 2                    |                      |
| (*) Waarden vóór december 2008 werden omgerekend. Zie voor wijze van berekenen zonneschijnduur in Ukkel. |                        |                        |                 |                 |                     |                     |                      |                      |

### Extremen
Extremen in België zijn:
- 1985 - Dit is de droogste maand september ooit met maar 2 mm regen in Ukkel.
- 1912 - Net zoals tijdens de maand augustus wordt ook tijdens de maand september een kouderecord gevestigd. De gemiddelde temperatuur in Ukkel bedraagt slechts 10,7 °C (normaal:14,4 °C).
- 1949 - De gemiddelde temperatuur van de maand bedraagt in Ukkel 17,7 °C (normaal: 14,4 °C). Het is de hoogste waarde van de eeuw voor een maand september (ex aequo met 1999).
- 1950 - Met zevenentwintig dagen regen in Ukkel heeft de maand september het grootste aantal regendagen van de eeuw (normaal: 16 dagen).
- 1959 - De zon is nadrukkelijk aanwezig dit jaar: na de maand juli is nu ook september de zonnigste maand september van de eeuw in Ukkel met 299 uur zonneschijn (normaal: 175 uur). Het is tevens de droogste maand september van de eeuw in Ukkel: er valt nauwelijks 4,7 mm in de pluviometer (normaal: 63,4 mm). Het is ten slotte in Ukkel ook de minst regenachtige van alle maanden van de eeuw, met slechts twee neerslagdagen (normaal: 16 dagen).
- 1984 - Voor de maand september is het maandtotaal van de neerslag het hoogste van de eeuw: 198,8 mm (normaal: 63,4 mm). Tezelfdertijd is dit ook de somberste maand september van de eeuw: 67 uur zonneschijn (normaal: 175 uur). In het zuidoosten van het land bemoeilijken de weersomstandigheden het oogsten van het graan.
- 1999 - De gemiddelde temperatuur in Ukkel van de maand bedraagt 17,7 °C (normaal: 14,4 °C). Dit is de warmste maand september van de eeuw, ex aequo met 1949.
- 2001 - De natste septembermaand ooit met bijna 200 mm regen in Ukkel. Ook was het de somberste september sinds het begin van de metingen te Ukkel met slechts 67 uur zonneschijn (normaal: 156 uur).
- 2006 - Dit is de warmste september ooit met gemiddelde en maximumtemperatuur die zowat 4 graden hoger liggen dan normaal. Ook telde deze maand te Ukkel 9 zomerse dagen (max. 25°C en hoger).
- 2020 - Met 98 mm neerslag was de derde decade (21-30 september) de natste septemberdecade sinds het begin van de metingen in 1833. Daarnaast bereikte de temperatuur op 15 september een waarde van 34.3°C te Ukkel, waarmee het de warmste septemberdag werd sinds het begin van de metingen.